# Festival Varilux de Cinema Francês 2023
A 14ª edição do Festival Varilux de Cinema Francês é um festival de cinema exibido de 9 a 22 de novembro de 2023 nos cinemas de todo o Brasil. O cartaz oficial conta com a atriz Julia de Nunez que interpreta Brigitte Bardot na minissérie Bardot que foi exibida no festival. Os títulos da programação foram divulgados pelos organizadores em uma vinheta no canal do YouTube do festival com versão de 2005 da música "Brigitte Bardot", interpretada por Salomé de Bahia.

## Distribuidoras participantes
- A2 Filmes[6]
- Bonfilm[6]
- California Filmes[6]
- Diamond Films[6]
- Mares Filmes[6]
- Pandora Filmes[6]
- Synapse Distribution[6]
- Zeta Filmes[6]

## Delegação francesa presente no festival
Os membros do elenco e da equipe de produção que irão ao festival são
| Nome                                        | Título no festival        | Título em português            |
| ------------------------------------------- | ------------------------- | ------------------------------ |
| Julia de Nunez (atriz)                      | Bardot                    | bra: Brigitte Bardot           |
| Cedric Kahn (diretor), Stefan Crepon (ator) | Making of                 | bra: Cinema é Uma Droga Pesada |
| Bruno Chiche (diretor)                      | Maestro(s)                | bra: Maestro(s)                |
| Anna Novion (diretora)                      | Le Théorème de Marguerite | bra: O Desafio de Marguerite   |
| Baya Kasmi (diretora)                       | Youssef Salem a du succès | bra: O Livro da Discórdia      |
| Rémi Bezançon (diretor e ator)              | Un coup de maître         | bra: O Renascimento            |
| Nicolas Giraud (ator e diretor)             | L'Astronaute              | bra: O Astronauta              |

## Programação

### Filmes inéditos e recentes
| Título original                            | Título em português                    | Diretor                               |
| ------------------------------------------ | -------------------------------------- | ------------------------------------- |
| Bonnard, Pierre et Marthe                  | bra: A Musa de Bonnard                 | Martins Provost                       |
| Ernest et Célestine, le voyage en Charabie | bra: A Viagem de Ernesto e Celestine   | Julien Chheng e Jean-Christophe Roger |
| Les Âmes soeurs                            | bra: Almas Gêmeas                      | André Téchiné                         |
| Anatomie d'une chute                       | bra: Anatomia de Uma Queda             | Justine Triet                         |
| As Bestas                                  | bra: As Bestas                         | Rodrigo Sorogoyen                     |
| Une Belle course                           | bra: Conduzindo Madeleine              | Christian Carion                      |
| Chroniques d'une liaison passagère         | bra: Crônica de Uma Relação Passageira | Emmanuel Mouret                       |
| L'Été dernier                              | bra: Culpa e Desejo                    | Catherine Breillat                    |
| Magnificat                                 | bra: Disfarce Divino                   | Virginie Sauveur                      |
| Maestro(s)                                 | bra: Maestro(s)                        | Bruno Chiche                          |
| Making of                                  | bra: Cinema é Uma Droga Pesada         | Cédric Kahn                           |
| Revoir Paris                               | bra: Memórias de Paris                 | Alice Winocour                        |
| Le Nouveau jouet                           | bra: Meu Novo Brinquedo                | James Huth                            |
| L'Astronaute                               | bra : O Astronauta                     | Nicolas Giraud                        |
| Le Théorème de Marguerite                  | bra: O Desafio de Marguerite           | Anne Novion                           |
| Youssef Salem a du succès                  | bra: O Livro da Discórdia              | Baya Kasmi                            |
| Un coup de maître                          | bra: O Renascimento                    | Rémi Bezançon                         |
| Orlando, ma biographie politique           | bra: Orlando, Minha Biografia Política | Paul B. Preciado                      |
| A la belle étoile                          | bra: Sob as Estrelas                   | Sébastien Tulard                      |

### Homenagem a Brigitte Bardot
Clássico do cinema francês e série
| Título original                    | Título em português        | Diretor                        |
| ---------------------------------- | -------------------------- | ------------------------------ |
| Et Dieu... créa la femme           | bra: E Deus Criou a Mulher | Roger Vadim                    |
| fra: Le mépris / ita: Il disprezzo | bra: O Desprezo            | Jean-Luc Godard                |
| Bardot                             | bra: Brigitte Bardot       | Danièle e Christopher Thompson |

### Sessão especial
| Título original                 | Título em português               | Diretor           | Nota |
| ------------------------------- | --------------------------------- | ----------------- | --- |
| Les Trois Mousquetaires: Milady | bra: Os Três Mosqueteiros: Milady | Martin Bourboulon | Sessão especial do Telecine na sala de cinema montada no antigo picadeiro da Sociedade Hípica Brasileira, Rio de Janeiro |